# Otto Becker (ryttare)
Otto Becker, född den 3 december 1958 i Aschaffenburg i Tyskland, är en tysk ryttare.
Han tog OS-brons i lagtävlingen i hoppning i samband med de olympiska ridsporttävlingarna 2004 i Aten.